# 대구아쿠아리움

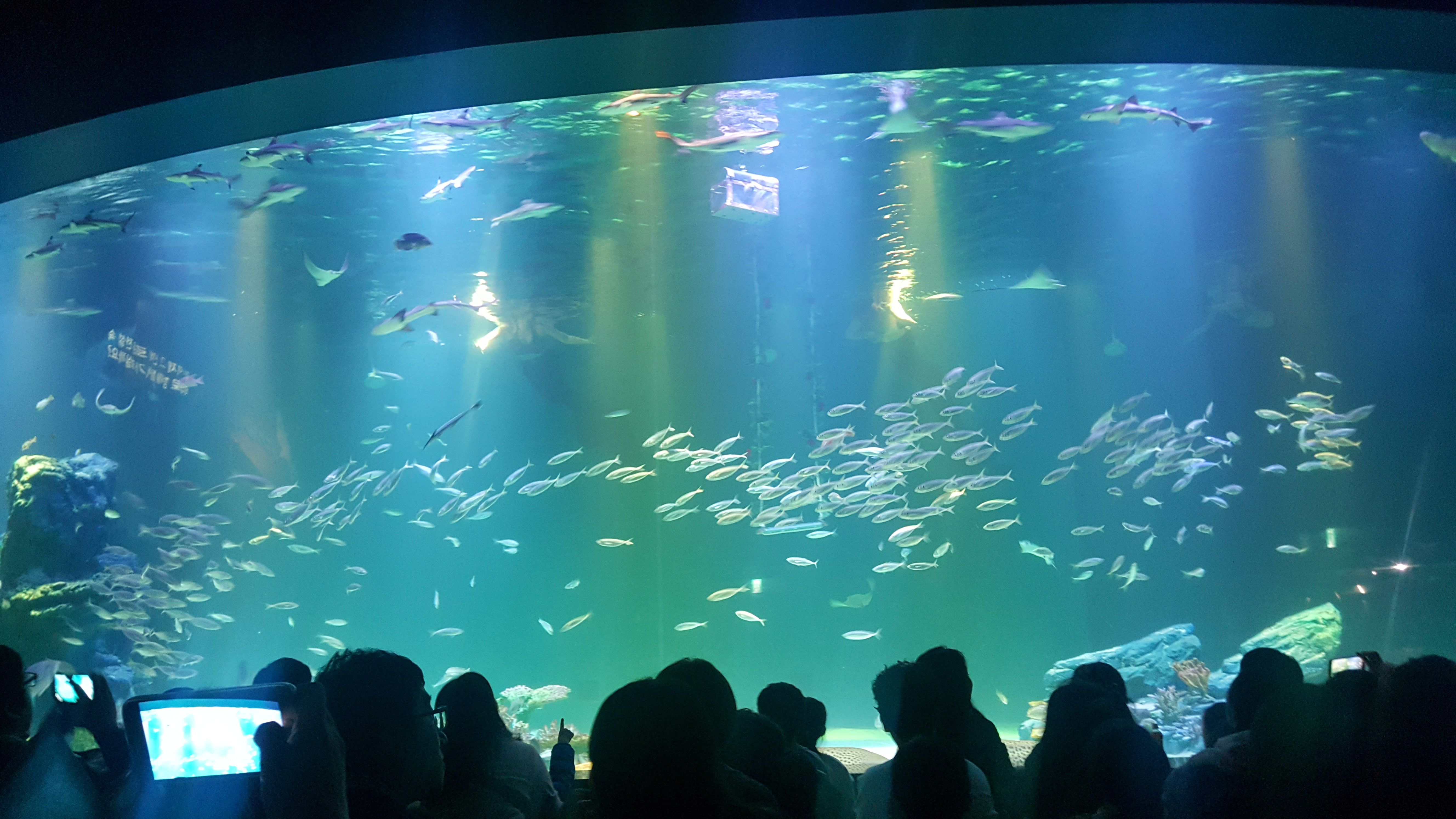
대구아쿠아리움 메인 수조

대구 아쿠아리움(Daegu Aquarium)은 대구광역시 동구 신세계복합센터 9층 (동부로 149, 신천동)에 위치한 해양 동물원이다. 2016년 12월 15일 개장하였다. 면적은 약 1만3200㎡(4000평)이다. 11시부터 18시까지(입장마감 17시) 운영하며, 매월 1회 대구신세계백화점 휴관일에 맞춰 휴업한다.

## 관람 시설
- 해양 : 메인수조, 천장수조, 사각수조, 바다미로수조, 대구바다구름다리, 물고기아파트, 아기새오두막, 공연장
- 동물 : 수달, 앵무새, 잉어, 프레리독, 아티, 이브